# جیکوب رات
جیکوب رات (انگلیسی: Jacob Rathe؛ زادهٔ ۱۳ مارس ۱۹۹۱) دوچرخه‌سوار اهل ایالات متحده آمریکا است.
از باشگاه‌هایی که در آن بازی کرده‌است می‌توان به کنندیل–دراپاک اشاره کرد.